# Paul Carl Pálffy von Erdőd
Paul Karl (III.) Graf Pálffy von Erdöd (* 29. Oktober 1697; † 14. September 1774 in Preßburg) war ein kaiserlicher Generalfeldmarschall und zuletzt kommandierender General von Ungarn und Siebenbürgen.

## Herkunft
Die Eltern des dem ungarischen Geschlecht Pálffy angehörenden Grafen waren der Palatin Johann (IV.) von Palffy (1664–1751) und dessen Ehefrau die Gräfin Theresia Czobor de Czoborszentmihály (* 1. Mai 1669; † 3. Oktober 1733). Zwei seiner Brüder fielen in kaiserlichen Diensten: János Antal 1717 bei Belgrad und Miklós 1734 bei Parma.

## Leben
Von Jugend auf für den Kriegsdienst vorgesehen, trat er jung in die österreichische Armee ein. Er nahm an den Feldzügen in Ungarn, Italien, den Niederlanden, in Schlesien, Bayern und am Rhein teil. Er wurde Oberst im Dragoner-Regiment „Württemberg“ und brachte am 15. September 1734 die Siegesmeldung von Quistello nach Wien. Als der Prinz Württemberg am 19. September bei Guastalla fiel, erhielt Palffy dessen Regiment und wurde zum Generalmajor befördert.
Im März 1739 wurde er zum Feldmarschall-Lieutenant und Hofkriegsrat, im September 1741 zum wirklichen Geheimen Rat, am 15. Oktober 1745 zum General der Kavallerie und 29. Juni 1754 zum Generalfeldmarschall ernannt. Im Jahr 1763 wurde er kommandierender General von Ungarn und Siebenbürgen.
Ferner war er Anführer der Leibwache der alten ungarischen Könige (Magister Janitorum) und nach dem Tod seines Vaters auch erblicher Obergespan des Komitats Preßburg und Hauptmann des dortigen Schlosses.

## Familie
Palffy heiratete am 22. November 1718 die Gräfin Maria von Stubenberg († 10. Dezember 1724). Das Paar hatte mehrere Kinder:
- Maria Theresia (* 2. Oktober 1719; † 25. Dezember 1771)[2] ⚭ Johann Karl Philipp Graf Cobenzl (1712–1770)
- Maria Anna (1721–1723)
- Johann Josef (1722–1724)
- Maria Antonia (* 28. Mai 1724; † 1. Juli 1799) ⚭ Josef Esterházy de Galántha (* 23. Juli 1714; † 13. August 1762)

Nach dem Tod seiner ersten Frau heiratete er am 1. März 1734 die Gräfin Josepha von Pergen († 1. August 1748), Witwe des Grafen Georg Christopher von Proskau (1679–1733). Die Ehe blieb kinderlos.
Seine dritte und letzte Frau wurde am 12. Oktober 1749 die Gräfin Maria von Starhemberg (* 12. Oktober 1725; † 27. Juni 1778). Das Paar hatte zwei Kinder:
- Paul (1750–1750)
- Leopoldina (1752–1752)